# M30 (Машрік)
M30 — основний маршрут зі сходу на захід у міжнародній мережі доріг Арабського Машріку, що проходить через західний Ірак і східне Середземномор’я. Дорога починається в Ер-Рутба, а потім пролягає через Дамаск і Масну до Бейрута. Дорога пролягає через три країни, а саме Ірак, Сирію та Ліван.

## Номери національних доріг
Шлях M30 проходить через такі національні дороги зі сходу на захід:
| Номер | Маршрут          |
| Ірак  | Ірак             |
| ----- | ---------------- |
| 11    | Ер-Рутба - Сирія |
| Сирія |                  |
| 2     | Ірак - Дамаск    |
| 1     | Дамаск - Ліван   |
| Ліван |                  |
| ?     | Сирія - Бейрут   |